# Kanton Pompey
Pompey is een voormalig kanton van het Franse departement Meurthe-et-Moselle. Het kanton maakte deel uit van het arrondissement Nancy.
Op 22 maart 2015 werd het kanton opgeheven. De gemeente Saizerais werd onderdeel van het nieuw samengestelde kanton Nord-Toulois, waarvan verder de gemeenten onder het arrondissement Toul vallen. De overige gemeenten van het kanton Pompey werden omgevormd tot een nieuw kanton met de naam Val de Lorraine Sud.

## Gemeenten
Het kanton Pompey omvatte de volgende gemeenten:
- Champigneulles
- Frouard
- Marbache
- Maxéville
- Pompey (hoofdplaats)
- Saizerais